# Guatemala International 2014
Die Guatemala International 2014 im Badminton fanden vom 3. bis zum 7. September 2014 in Guatemala-Stadt statt.

## Sieger und Platzierte
| Disziplin    | Gold                                     | Silber                         | Bronze                             |
| ------------ | ---------------------------------------- | ------------------------------ | ---------------------------------- |
| Herreneinzel | Pablo Abián                              | Kevin Cordón                   | Bjorn Seguin                       |
| Herreneinzel | Pablo Abián                              | Kevin Cordón                   | Howard Shu                         |
| Dameneinzel  | Jeanine Cicognini                        | Crystal Pan                    | Fabiana Silva                      |
| Dameneinzel  | Jeanine Cicognini                        | Crystal Pan                    | Nikte Sotomayor                    |
| Herrendoppel | Laurent Constantin Matthieu Lo Ying Ping | Jonathan Solís Rodolfo Ramírez | Baptiste Carême Ronan Labar        |
| Herrendoppel | Laurent Constantin Matthieu Lo Ying Ping | Jonathan Solís Rodolfo Ramírez | Phillip Chew Sattawat Pongnairat   |
| Damendoppel  | Eva Lee Paula Obanana                    | Paula Pereira Fabiana Silva    | Lohaynny Vicente Luana Vicente     |
| Damendoppel  | Eva Lee Paula Obanana                    | Paula Pereira Fabiana Silva    | Nicole Grether Charmaine Reid      |
| Mixed        | Howard Shu Eva Lee                       | Phillip Chew Jamie Subandhi    | Andrés Corpancho Luz María Zornoza |
| Mixed        | Howard Shu Eva Lee                       | Phillip Chew Jamie Subandhi    | Hugo Arthuso Fabiana Silva         |